# Pampigny
Pampigny är en ort i kommunen Hautemorges i kantonen Vaud i Schweiz. Den ligger cirka 17 kilometer nordväst om Lausanne. Orten har 1 189 invånare (2021).
Orten var före den 1 juli 2021 en egen kommun, men slogs då samman med kommunerna Apples, Bussy-Chardonney, Cottens, Reverolle och Sévery till den nya kommunen Hautemorges.